# Хольц, Люк
Люк Хольц (люкс. Luc Holtz; род. 14 июня 1969, Люксембург) — люксембургский футболист и футбольный тренер.

## Карьера

### Клубная
Люк Хольц — воспитанник французского клуба «Монсо», за который играл на юношеском уровне. Взрослую карьеру начал в 21 год. Всю игровую карьеру Хольц провёл на позиции полузащитника-плеймейкера. Первый профессиональный клуб — «Ред Бойз», в который он перешёл в 1990 году. После двух лет успешного выступления за «красных» Хольца заметил один из грандов люксембургского футбола — «Авенир» из города Бегген.
Перейдя в «Авенир», Хольц сразу же выиграл с новой командой два национальных чемпионата и Кубка в 1993 и 1994 годах. Также в 1993 году он был признан футболистом года. Играл в «Авенире» до 1999 года.
В 1999 году в возрасте 30 лет перешёл в клуб «Этцелла» на позицию играющего тренера. Клуб в то время играл во Втором дивизионе Люксембурга. В свой первый сезон в клубе Хольц вывел команду в Национальный дивизион. В 2001 году «Этцелла» под руководством Хольца выиграла Кубок Люксембурга. В 2002 году клуб занял последнее место в чемпионате и выбыл обратно во Второй дивизион, но Хольц снова вернул его в Национальный с первого места. В 2003 и 2004 годах Хольц приводил «Этцеллу» к финалам Кубка Люксембурга, но оба были проиграны. Завершил игровую карьеру в 2007 году, приведя клуб ко второму месту в национальном чемпионате.

### В сборной
Хольц дебютировал в сборной Люксембурга в октябре 1991 года в товарищеском матче с Португалией (ничья 1:1). За сборную Хольц сыграл 55 матчей, единственный гол забил в ворота сборной Мальты. Сыграл 15 игр под эгидой ФИФА.
Завершил выступления за сборную в октябре 2002 года, в матче, разгромно проигранном сборной Румынии со счётом 0:7.

### Тренерская
Полностью на тренерской работе Хольц сосредоточился в 2008 году, приняв молодёжную сборную страны, в которой проработал 2 года. В 2010 году сменил Ги Эллерса на посту главной сборной Люксембурга. Команда под руководством Хольца одержала победу над североирландцами в матче отборочного турнира к ЧМ-2014 со счётом 3:2 10 сентября 2013 года. В отборе к ЧМ-2018 команда заняла пятое место в группе.

## Достижения
- Чемпион Люксембурга (2): 1993, 1994
- Обладатель Кубка Люксембурга (3): 1993, 1994, 2001
- Лучший футболист года в Люксембурге (1): 1993
- Победитель Второго дивизиона Люксембурга (2): 2001, 2003